# Apeira productaria
Apeira productaria là một loài bướm đêm trong họ Geometridae.